# Бакаев, Хасан Шарифович
Хаса́н Шари́фович Бака́ев (5 сентября 1934, Сталинабад, Таджикская ССР, СССР — 22 октября 2002, Москва, Россия) — советский кинорежиссёр и сценарист.

## Биография
Хасан Бакаев родился 5 сентября 1934 года в городе Сталинабаде. Окончил Сталинабадский строительный техникум (1955) и режиссёрский факультет Всесоюзного государственного института кинематографии (1964, мастерская Ефима Дзигана и Бориса Иванова). Служил в Советской армии (1955—1956), позже работал прорабом, техником-архитектором и инженером в Гипросельстрое и Совнаркоме (1956—1958).
Будучи студентом ВГИКа, Бакаев выступил одним из сценаристов и режиссёров фильма «Испытательный срок» (1960, совместно с Владимиром Герасимовым). Кинокритик Татьяна Иванова, рецензируя фильм в газете «Советская культура» (22 декабря 1960), отмечала, что в этой картине есть «немало хорошего, сделанного мастерски».
По окончании ВГИКа Хасан Бакаев работал режиссёром киностудии «Мосфильм». Выступил режиссёром ряда художественных, короткометражных и заказных рекламных фильмов. В 1973 году он снял фильм «Возле этих окон» по роману Лазаря Карелина «Микрорайон». Фильм посмотрело 16,7 млн зрителей в первый год проката. Критик Василий Сухаревич в газете «Вечерняя Москва» (9 марта 1974) положительно оценивал картину, отметив в ней представление современных характеров в лице главных героев.
…к чести создателей этого фильма, надо сказать, что они не только представили нам рядовых москвичей новейшей формации, но и донесли очень важную мысль — в любой ячейке нашего общества рождается высокая нравственная взыскательность, <…>, моральная бдительность.Василий Сухаревич
Киновед Даль Орлов в газете «Советская культура» (12 апреля 1974), перечисляя, помимо других фильмов («Возврата нет» режиссёра Алексея Салтыкова, «Встречи и расставания» режиссёра Эльёра Ишмухамедова), работу Бакаева, отметил, что несмотря на разные уровни художественного воплощения, наличия каждой из них «как сильных, так и слабых сторон», эти фильмы можно отнести к «активу текущей кинематографической программы в той её части, которая посвящена дню сегодняшнему». В то же время, кинокритик Виктор Дёмин в журнале «Искусство кино» (№ 9, 1974) считал несколько иначе:
…постановочная стилистика пристрастна к плотному, прочному и даже сверхпрочному, с десятикратным запасом определённости, с несколькими восклицательными знаками там, где вполне можно было обойтись естественным интонационным ударением.Виктор Дёмин
В 1982 году Бакаев снял детективный фильм «Смерть на взлёте» по книге Андрея Соловьёва «Волки гибнут в капканах». Картина также имела успех (23,8 млн зрителей), но подверглась резкой критике. В частности, критик Виктор Клюев в газете «Советская культура» (1 марта 1983) написал: «…что же всё-таки особенно важно было высказать авторам, какая основополагающая мысль их вела? Прихожу к мнению, что эту мысль можно сформулировать так: каждый обязан помнить, чем могут обернуться случайные, уличные знакомства с красивыми женщинами».
В то же время, кинокритик Юрий Богомолов в своей статье «Технология „серости“», опубликованной на страницах газеты «Правда» 1 июня 1983 года выразил мнение, что «важная и острая тема» в картине решается «так несерьёзно, словно речь идёт о происках лисы Алисы и кота Базилио».
Через пять лет, в 1987 году, на экраны выходит последний фильм Хасана Бакаева «Оглашению не подлежит», повествующий о покушении на военачальника Семёна Будённого в 1921 году. По мнению писателя Григория Симановича, намерения режиссёра снять остросюжетный приключенческо-детективный фильм «не простираются дальше соблюдения тех условий, которые ставит перед кинематографистами жанр».
Эпизод, дававший повод хоть немного приоткрыть человеческий мир центрального персонажа, хоть слегка затронуть или заострить нравственно-этические аспекты происходивших событий, <…> стал просто эффективным номером в программе внедрения разведчика во вражеское подполье. Какой же он, Бахарёв? Об этом фильм так и промолчал.Григорий Симанович
Умер 22 октября 2002 года в Москве. Похоронен на Востряковском кладбище.

## Избранная фильмография

### Режиссёр
- 1960 — «Испытательный срок»
- 1965 — «От семи до двенадцати» (новелла «ЧП в пятом „Б“»)
- 1973 — «Возле этих окон»
- 1982 — «Смерть на взлёте»
- 1987 — «Оглашению не подлежит»

### Сценарист
- 1960 — «Испытательный срок»
- 1987 — «Оглашению не подлежит»